# Ecoton
Termenul ecoton descrie zona de tranziție dintre 2 comunități ecologice adiacente diferite, aici având loc de trai temporar organisme din ambele ecosisteme.